# Princes Town (Trinidad y Tobago)
Princes Town es una localidad de Trinidad y Tobago, que forma parte de la región de Princes Town.

## Historia
Fundada como la Misión Amerindia de Savana Grande, la ciudad fue renombrada después de la visita de 1880 por los nietos de la Reina Victoria, el príncipe Alberto y el príncipe Jorge (más tarde el Rey Jorge V). Cada uno de los príncipes plantó un árbol Poui (Tabebuia sp.) en la iglesia anglicana del área, que sobrevive hasta el día de hoy.
La industria azucarera que ayudó a construir la economía de Princes Town se cerró en 2003, dejando cientos de trabajadores sin empleo. Con el cierre de la industria, hubo una disminución de las actividades en la ciudad, así como las fincas circundantes. 
Princes Town sigue siendo el centro de las peleas de palos, que forma parte de las celebraciones del carnaval. El 20 de enero de cada año se celebra una fiesta llamada "Princes Town Day" en la ciudad bajo los auspicios de la región corporativa de Princes Town.

## Geografía
La localidad abarca parte de la isla Trinidad y limita al norte con Malgretoute y Buen Intento, al sur con Borde Narve, al este con Broomage, St. Croix Village y Lothian y al oeste con Malgretoute y Borde Narve.

## Demografía
Datos demográficos de la localidad de Princes Town:
| Gráfica de evolución demográfica de Princes Town entre 2000 y 2011 |
|                                                                    |